# Jessica (voornaam)
Jessica (spellingsvarianten Jessika, Yessica, Jessyca en Yessika) is een meisjesnaam van Engelse afkomst. In de Verenigde Staten was Jessica van 1985 tot en met 1995 de naam die het vaakst aan meisjes werd gegeven.
De naam is verzonnen door William Shakespeare, die hem bedacht voor zijn stuk The Merchant of Venice. Jessica is daar de dochter van de gierige Joodse bankier Shylock, die het huis van haar vader ontvlucht en zich tot het christendom bekeert om met Lorenzo te trouwen. De naam is er waarschijnlijk op gericht typisch Joods te klinken en is vermoedelijk afgeleid van de bestaande Joodse (mannen)naam Jeska of Jiska, "hij ziet uit naar God" of "God ziet uit" of "God aanschouwt".
Een andere populaire meisjesnaam bedacht door Shakespeare is Miranda.

## Bekende naamdraagsters

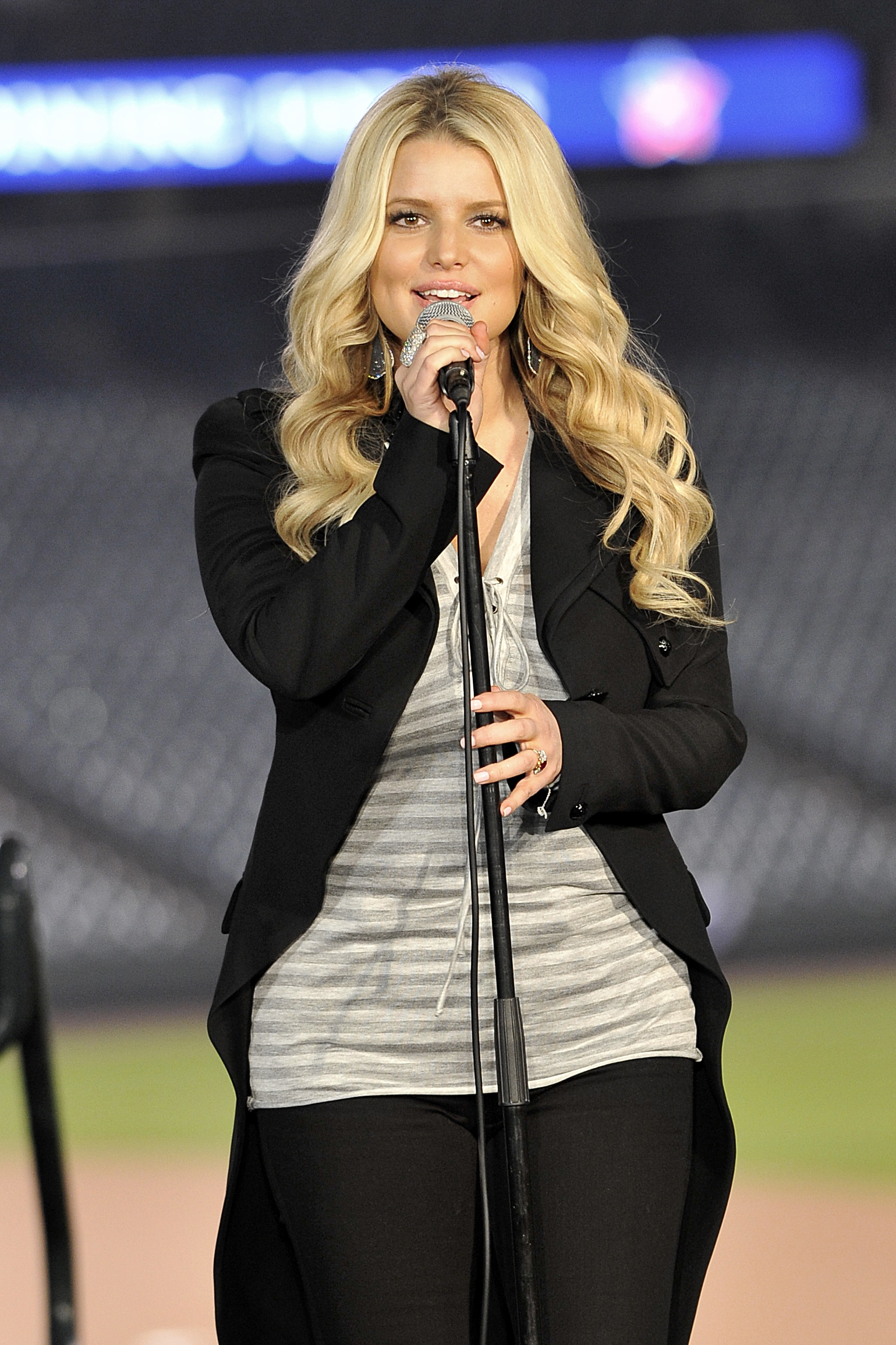
Jessica Simpson

- Jessica Belder, een Nederlandse boksster
- Jessica Durlacher, een Nederlandse schrijfster
- Jessica Folcker, een Zweedse popzangeres
- Jessica Lynch, een Amerikaanse soldate
- Jessica Simpson, een Amerikaanse popzangeres
- Sarah Jessica Parker, een Amerikaanse actrice
- Jessica Sutta, een Amerikaanse artieste
- Jessica Alba, een Amerikaanse filmactrice en model